# Morfotettonica
La morfotettonica (dal Greco antico:  μορφή, morphḗ, "forma"  e τεκτονικός, tektonikos, "relativo al fabricare" è quel ramo della geologia che studia l'effetto morfologico dei movimenti tettonici, a breve e a lungo termine, della superficie terrestre. 
A seconda della velocità di questi movimenti e delle sovrapposizioni della crosta, il fenomeno viene classificato in varie tipologie.